# Robin Montgomerie-Charrington
Robin Montgomerie-Charrington, pseudonimo di Robert Victor Campbell Montgomerie, detto Robin o chiamato anche Monty (Londra, 23 giugno 1915 – Londra, 3 aprile 2007), è stato un pilota automobilistico di Formula 1 britannico.

## Risultati in Formula 1
| 1952 | Scuderia       | Vettura |  |  |     |  |  |  |  |  | Punti | Pos. |
| ---- | -------------- | ------- |  |  | --- |  |  |  |  |  | ----- | ---- |
| 1952 | Pilota privato | Aston   |  |  | Rit |  |  |  |  |  | 0     |      |

| Legenda | 1º posto     | 2º posto | 3º posto    | A punti         | Senza punti/Non class.  | Grassetto – Pole position Corsivo – Giro più veloce |
| Legenda | Squalificato | Ritirato | Non partito | Non qualificato | Solo prove/Terzo pilota | Grassetto – Pole position Corsivo – Giro più veloce |